# Selección de fútbol sub-23 de Guinea
La Selección de fútbol sub-23 de Guinea es el equipo que representa a Guinea en las competiciones con plantillas con jugadores menores de 23 años y es controlada por la Federación Guineana de Fútbol.

## Récords

### Juegos Olímpicos
| Fútbol en los Juegos Olímpicos | Fútbol en los Juegos Olímpicos | Fútbol en los Juegos Olímpicos | Fútbol en los Juegos Olímpicos | Fútbol en los Juegos Olímpicos | Fútbol en los Juegos Olímpicos | Fútbol en los Juegos Olímpicos | Fútbol en los Juegos Olímpicos | Fútbol en los Juegos Olímpicos |
| Sede                           | Resultado                      | Posición                       | PJ                             | G                              | E                              | P                              | GF                             | GC                             |
| ------------------------------ | ------------------------------ | ------------------------------ | ------------------------------ | ------------------------------ | ------------------------------ | ------------------------------ | ------------------------------ | ------------------------------ |
| De 1992 a 2020                 | No clasificó                   | No clasificó                   | No clasificó                   | No clasificó                   | No clasificó                   | No clasificó                   | No clasificó                   | No clasificó                   |
| 2024                           | Fase de grupos                 | 16°                            | 3                              | 0                              | 0                              | 3                              | 1                              | 6                              |
| Total                          | 1/8                            | –                              | 3                              | 0                              | 0                              | 3                              | 1                              | 6                              |

### Copa Africana de Naciones Sub-23
| Sede           | Resultado    | Posición     | PJ           | G            | E            | P            | GF           | GC           |
| -------------- | ------------ | ------------ | ------------ | ------------ | ------------ | ------------ | ------------ | ------------ |
| De 2011 a 2019 | No clasificó | No clasificó | No clasificó | No clasificó | No clasificó | No clasificó | No clasificó | No clasificó |
| 2023           | 4° Lugar     | 4°           | 4            | 1            | 1            | 2            | 4            | 3            |
| Total          | 1/4          | –            | 4            | 1            | 1            | 2            | 4            | 3            |

## Últimos partidos y próximos encuentros
- Actualizado al 30 de julio de 2024.

| Fecha      | Ciudad         | Local          | Resultado | Visitante      | Competición                 |
| ---------- | -------------- | -------------- | --------- | -------------- | --------------------------- |
| 22-03-2024 | Olot           | Guinea         | 0:3       | Estados Unidos | Partido amistoso            |
| 09-05-2024 | Clairefontaine | Indonesia      | 0:1       | Guinea         | Clas. Juegos Olímpicos 2024 |
| 19-07-2024 | Vitré          | Argentina      | 0:1       | Guinea         | Partido amistoso            |
| 24-07-2024 | Niza           | Nueva Zelanda  | 2:1       | Guinea         | Juegos Olímpicos 2024       |
| 27-07-2024 | Niza           | Francia        | 1:0       | Guinea         | Juegos Olímpicos 2024       |
| 30-07-2024 | Saint-Étienne  | Estados Unidos | 3:0       | Guinea         | Juegos Olímpicos 2024       |

## Jugadores

### Equipo 2024
Lista de Jugadores convocados para jugar en París 2024.
| No. | Pos. | Jugador          | Fecha de nacimiento (edad)        | Apa. | Goles | Club          |
| --- | ---- | ---------------- | --------------------------------- | ---- | ----- | ------------- |
|     | POR  | Mory Keita       | 13 de julio de 2005 (19 años)     | 5    | 0     | Sangarédi     |
|     | POR  | Soumaïla Sylla   | 15 de marzo de 2004 (20 años)     | 1    | 0     | Reims         |
|     |      |                  |                                   |      |       |               |
|     | DEF  | Mohamed Soumah   | 13 de marzo de 2003 (21 años)     | 7    | 0     | Gent          |
|     | DEF  | Madiou Keita     | 29 de agosto de 2004 (20 años)    | 6    | 0     | Auxerre       |
|     | DEF  | Naby Oularé      | 6 de agosto de 2002 (22 años)     | 5    | 0     | Boluspor      |
|     | DEF  | Bangaly Cissé    | 28 de diciembre de 2002 (22 años) | 4    | 0     | Kaloum        |
|     | DEF  | Rayane Doucouré  | 30 de marzo de 2001 (23 años)     | 0    | 0     | Red Star      |
|     |      |                  |                                   |      |       |               |
|     | MED  | Aguibou Camara   | 20 de mayo de 2001 (23 años)      | 6    | 1     | Atromitos     |
|     | MED  | Ilaix Moriba     | 19 de enero de 2003 (22 años)     | 1    | 1     | Getafe        |
|     | MED  | Issiaga Camara   | 2 de febrero de 2005 (20 años)    | 1    | 0     | Nice          |
|     | MED  | Abdoulaye Touré* | 3 de marzo de 1994 (31 años)      | 0    | 0     | Le Havre      |
|     | MED  | Naby Keïta*      | 10 de febrero de 1995 (30 años)   | 0    | 0     | Werder Bremen |
|     | MED  | Amadou Diawara*  | 17 de julio de 1997 (27 años)     | 0    | 0     | Anderlecht    |
|     |      |                  |                                   |      |       |               |
|     | DEL  | Algassime Bah    | 12 de noviembre de 2002 (22 años) | 7    | 1     | Olympiakos    |
|     | DEL  | Ousmane Camara   | 3 de noviembre de 2001 (23 años)  | 7    | 0     | Annecy        |
|     | DEL  | Amadou Diallo    | 13 de julio de 2006 (18 años)     | 1    | 0     | Rennes        |
|     | DEL  | Aliou Baldé      | 12 de diciembre de 2002 (22 años) | 0    | 0     | Nice          |
|     | DEL  | Henry Camara     | 6 de mayo de 2006 (18 años)       | 0    | 0     | Atalanta      |

* Jugadores sin límite de edad.